# Riederwaldstadion
Der Name Stadion am Riederwald bzw. Riederwaldstadion bezeichnet historisch zwei verschiedene Sportstätten in der hessischen Großstadt Frankfurt am Main. Das derzeitige Fußballstadion mit Leichtathletikanlage wurde zwischen 1952 und 1980 für Heimspiele der Oberliga- bzw. späteren Bundesliga-Fußballmannschaft von Eintracht Frankfurt und deren Training genutzt, aber auch für Leichtathletik-Wettkämpfe und viele andere Veranstaltungen.

## Lage
Die erste der beiden Sportstätten lag in der Zeit von 1920 bis 1943 im Frankfurter Stadtteil Bornheim, lediglich durch jeweils eine Straße getrennt von Ostpark und Riederwald, wobei letzterer als Namensgeber fungierte. Die aktuell noch bestehende zweite gleichnamige Sportstätte liegt jedoch im Stadtteil Seckbach, der alte Name wurde aus Gründen der Tradition beibehalten. Die ursprüngliche Bezeichnung Stadion am Riederwald ist in jedem Fall die treffendere, denn das Sportgelände lag nie im eigentlichen Riederwald, sondern am Riederwald, also in dessen Nähe. Dies gilt auch heute noch, denn das Gelände tangiert beinahe die Gemarkungsgrenze des Stadtteiles Riederwald, die mittig durch das Relikt des Erlenbruches verläuft. Die vom überwiegenden Teil der Bevölkerung vorgenommene Zuordnung des Stadions zum Stadtteil Riederwald ist auf Basis der Gemarkungsgrenzen nachweislich falsch.

## Geschichte

### Altes Stadion am Riederwald

#### Weimarer Republik (1919–1933)
Das Stadion am Riederwald der TuS Eintracht Frankfurt entstand direkt nach dem Ende des Ersten Weltkrieges am Ratsweg 14 gegenüber dem Ostpark gleich unterhalb des Bornheimer Hangs, eines Höhenzuges. Auf dem neuen Stadiongelände wurden eine 400-Meter-Laufbahn, eine 120-Meter-Gerade, drei Tennisplätze, ein Schlagballfeld, ein Hockeyfeld, ein Fußball-Übungsfeld, ein Turn- und ein Faustballplatz angelegt.
Für den erst rund zwei Jahrzehnte zuvor unter dem Namen Frankfurter Fußball-Club Victoria von 1899 gegründeten Verein stellten die Baukosten in Höhe von 300.000 Reichsmark eine gewaltige Investition dar. Ein halbes Jahr vor der Eröffnung des Stadions kam es zur Fusion mit der 1861 gegründeten Frankfurter Turngemeinde, wodurch der neue Name Eintracht Frankfurt entstand. Der Verein zählte zu dieser Zeit 2.250 Mitglieder. Zum Sportangebot gehörten Boxen, Cricket, Fechten, Fußball, Handball, Hockey, Leichtathletik, Rugby, Schwimmen, Tennis und Turnen.
Am 5. September 1920 wurde das Stadion am Riederwald mit einem Spiel zwischen Eintracht Frankfurt und Freiburg (1:1) sowie einer großen Eröffnungsfeier eingeweiht. Das neue Stadion war zum damaligen Zeitpunkt die größte vereinseigene Sportanlage Deutschlands; sie bot 30.000 Zuschauern Platz, 1.600 Plätze waren überdacht. Die Fachzeitschrift Der Fußball beschrieb die Zuschauerränge der Eintracht als eine „für deutsche Verhältnisse beinahe gigantisch anmutende Tribüne“. Im März 1922 fand hier das erste Fußballländerspiel statt, das je auf Frankfurter Stadtgebiet stattgefunden hat.
Innerhalb der Holztribüne gab es eine Zweizimmerwohnung. Nach 1928 entstand neben der Tribüne ein Haus mit vier Räumen.

#### Drittes Reich (1933–1945)
Eintracht Frankfurt wurde während der Zeit des Nationalsozialismus wie auch einige andere Vereine (z. B. SC Frankfurt 1880) gern als Judenverein beschimpft, die Sportler und Mitglieder in Frankfurter Mundart als die Juddebube (Judenjungen). Dies war auf vorangegangene großzügige Spenden jüdischer Geschäftsleute zugunsten des Vereins zurückzuführen, die in Frankfurt seit jeher auch als Mäzene auftraten.
Prominentes Beispiel dafür war die seit Mitte der 1920er Jahre dokumentierte Unterstützung durch die jüdischen Inhaber der Frankfurter Schuhfabrik J. & C.A. Schneider. Gleich sechs Erstliga-Fußballspieler des Vereins, Karl Ehmer, Rudolf Gramlich, Willi Lindner, Hugo Mantel, Franz Schütz und Hans Stubb, waren um 1935 in der Fabrik beschäftigt. Eine offizielle Bezahlung der Erstligaspieler war noch nicht erlaubt, daher wurde ihnen entweder unter der Hand Geld zugesteckt oder vom Verein durch die Vermittlung eines Arbeitsplatzes gefördert. Die von den Brüdern Fritz und Lothar Adler sowie ihrem Cousin Walter Neumann geleitete Schuhfabrik stellte insbesondere Hausschuhe her, in Frankfurter Mundart sind das Schlappe. Die Eintracht-Fußballer tragen bis heute die Bezeichnung Schlappekicker davon. In ganz Frankfurt wurde das Stadion am Riederwald als Austragungsort von Fußballspielen der Schlappekicker ein Begriff, der trotz meist fehlenden Wissens der Zusammenhänge in Deutschland bis zum heutigen Tag geläufig ist und auch durch die Schlappekicker-Aktion sowie den Schlappekicker-Preis der Frankfurter Rundschau weiter benutzt und verbreitet wurde. Der Begriff wird wegen nicht vorhandener Kenntnisse um die historischen und mundartlichen Wurzeln des Begriffes oft falsch gedeutet und genutzt, nämlich im Sinn von „schlappen Kickern“ (= schwache Fußballspieler).
Die Tribüne des Stadions am Riederwald brannte in der Nacht vom 18. zum 19. Juli 1936 bis auf die Grundmauern ab, teilweise auch das angrenzende Haus, das von diesem Zeitpunkt an unbewohnbar war. Während der Wiedererrichtung fanden die Aktiven eine Ausweichmöglichkeit im gleich  benachbarten Stadion des konkurrierenden FSV Frankfurt, ebenfalls am Bornheimer Hang. Die neu errichtete Tribüne des Stadions am Riederwald konnte nach mehr als einem Jahr ab dem 5. September 1937 mit dem Spiel Eintracht Frankfurt gegen Fortuna Düsseldorf (1:5) wieder genutzt werden. Im März 1938 errang die Eintracht die Gau-Meisterschaft Südwest (4:2).
Das Institut für Stadtgeschichte der Stadt Frankfurt am Main dokumentiert für den 21. September 1942 die Unterbringung von 22 Zwangsarbeitern aus Russland, darunter eine Frau, auf dem Gelände des Stadions, 1943 wurden weitere 25 Zwangsarbeiter aus der Ukraine notiert. Diese mussten für Auto-Schaum in der Hanauer Landstraße 295 arbeiten.
Die Freude am Neubau der Tribüne war von relativ kurzer Dauer, denn nur sechs Jahre später wurde die gesamte Anlage während des Zweiten Weltkrieges durch einen nächtlichen Bombenangriff im Oktober 1943 zerstört. Am 16. November desselben Jahres teilte das Frankfurter Sportamt dem Verein mit, dass die Stadtverwaltung das Stadiongelände als Zwischenlager für Trümmer des ebenfalls zerstörten Industriegeländes entlang der Hanauer Landstraße nutzen werde. Schon fünf Tage später, am 21. November, wurden die ersten Trümmer auf dem Gelände des Stadions am Riederwald abgeladen. Damit war die Sportanlage nicht mehr nutzbar. Fußballspiele wurden während des Krieges teilweise in Spielgemeinschaft mit dem FSV Frankfurt absolviert, dies aber auch, weil wegen der Kriegsdienstverpflichtung zu wenige Spieler zur Verfügung standen.

#### Nachkriegszeit

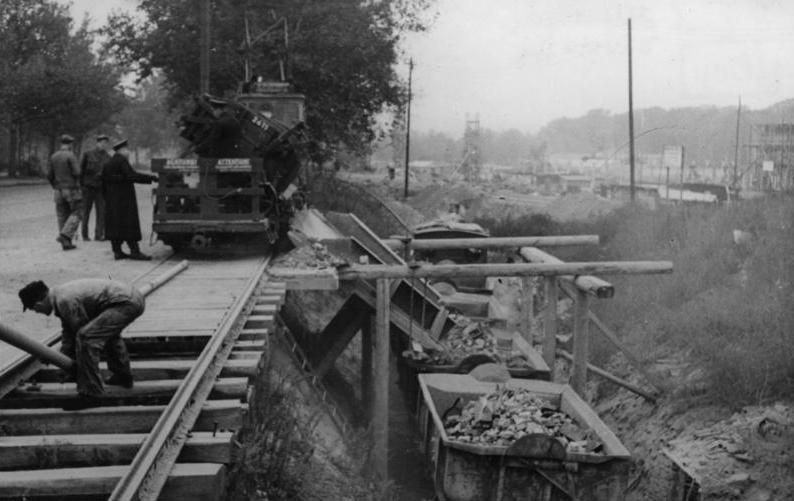
Der Trümmerexpress am Riederwald

Nach Kriegsende wurden die Hoffnungen des Vereins endgültig zerstört, das Stadion am Riederwald jemals wieder nutzen zu können. Die Stadt siedelte auf dem Areal für viele Jahre die Aufbereitungs- und Verwertungsanlage für Trümmerschutt der gemeinnützigen Trümmerverwertungsgesellschaft (TVG) an, die aus dem Bauschutt Baumaterial für das großflächig zerstörte und neu zu errichtende Frankfurt herstellte. Anfangs endete auf dem Stadiongelände sogar der legendäre Frankfurter „Trümmerexpress“, eine Feldbahn, die aus der Innenstadt Bauschutt anfuhr. Sie trug dazu bei, dass Straßen relativ rasch wieder begeh- und befahrbar wurden. Nach dem Abbruch der Produktionsstätte der Trümmerverwertungsgesellschaft 1964 fand im Jahr 1968 erstmals die Frankfurter Dippemess auf dem Gelände des ehemaligen Stadions am Riederwald statt. Heute steht dort auch die Frankfurter Eissporthalle.

### Neues Stadion am Riederwald in Seckbach

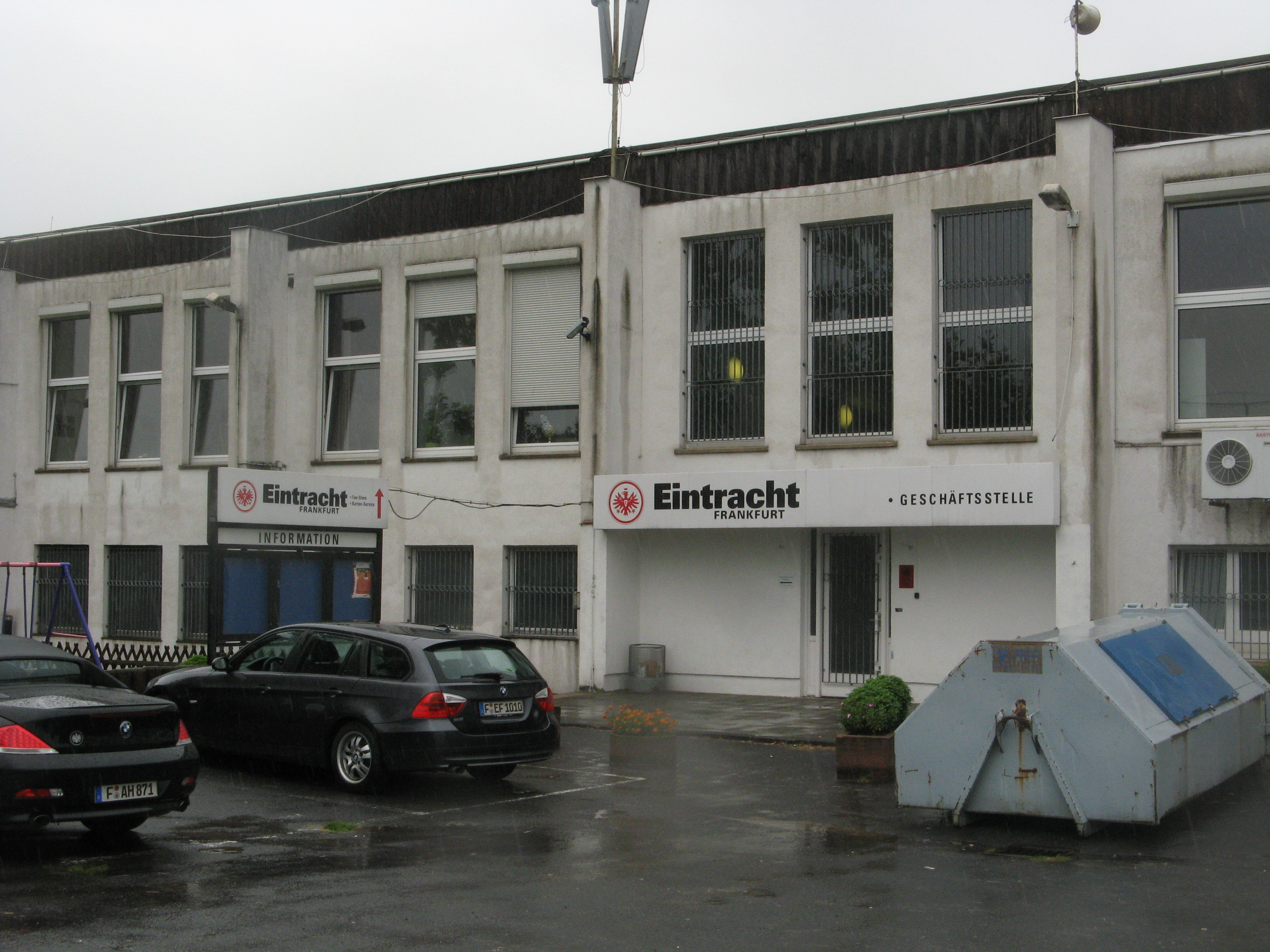
Ehemalige Geschäftsstelle von Eintracht Frankfurt auf dem Areal des Stadions am Riederwald

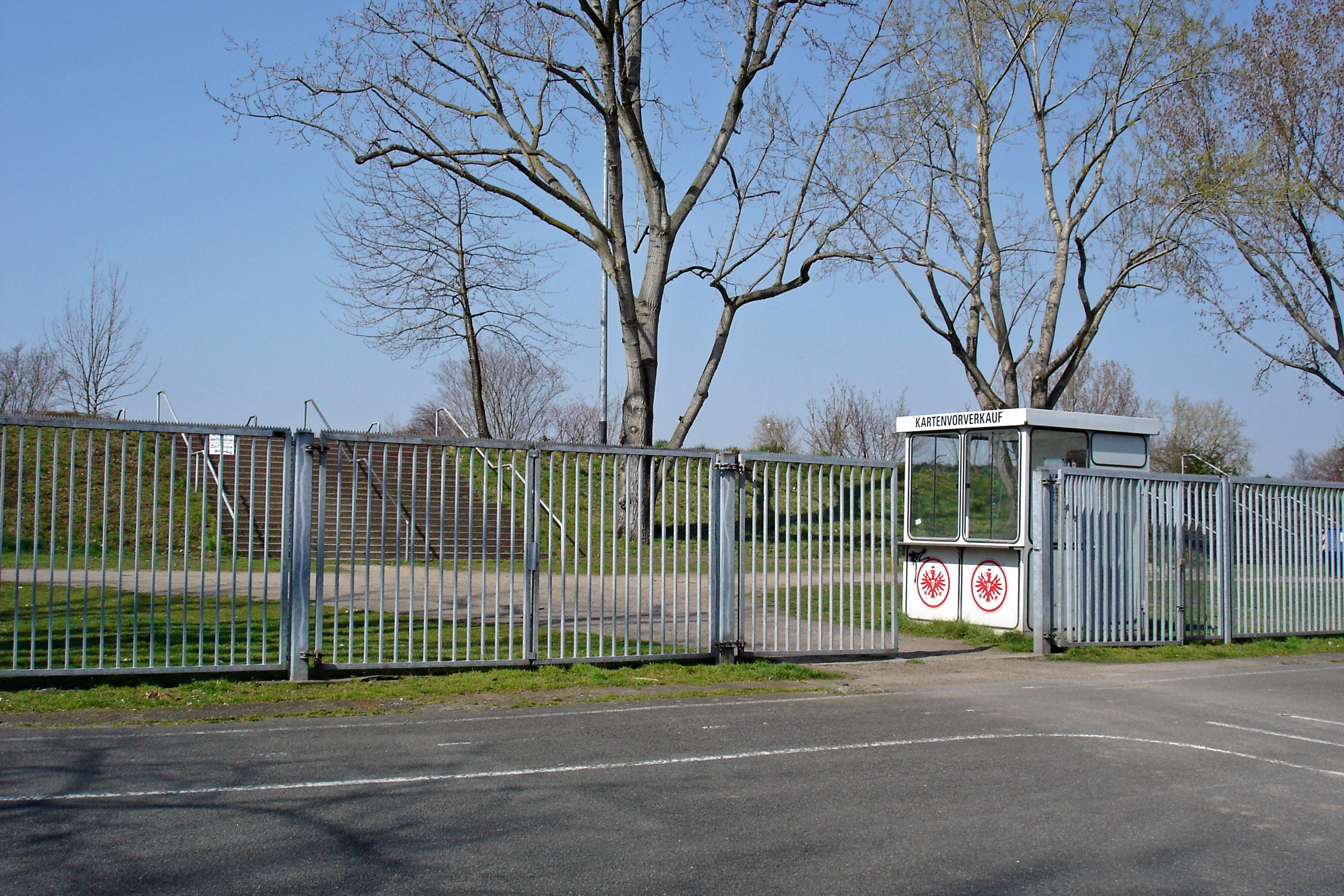
Kartenvorverkaufsstelle am Stadion, Foto: 2007

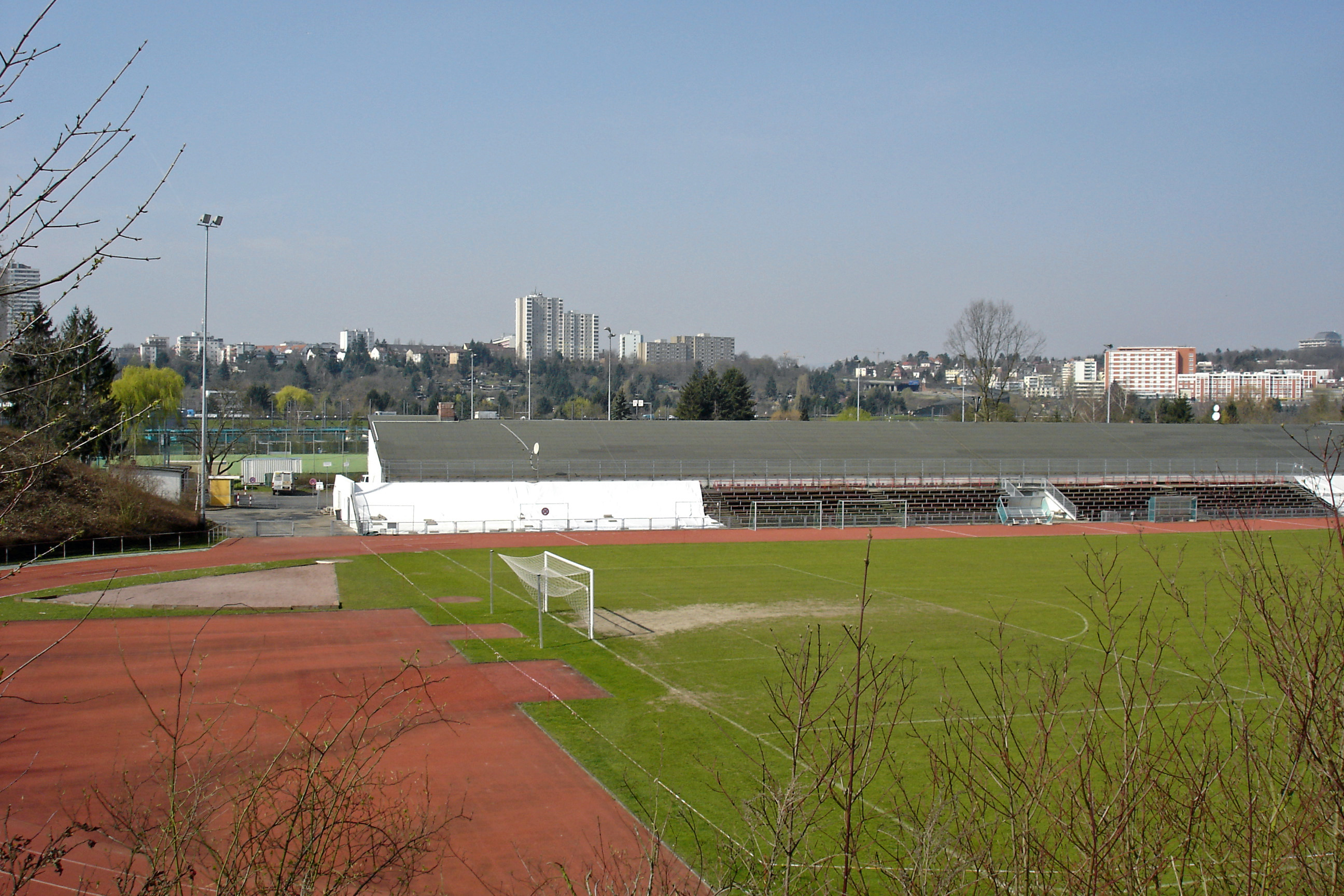
Stadion am Riederwald, Blick auf Tribüne, im Hintergrund von rechts nach links: Berufsgenossenschaftliche Unfallklinik Frankfurt am Main am Huthpark, Hufeland-Haus an der Wilhelmshöher Straße, Einhausung der A 661 an der Seckbacher Landstraße/Heinz-Herbert-Karry-Straße, Foto: 2007

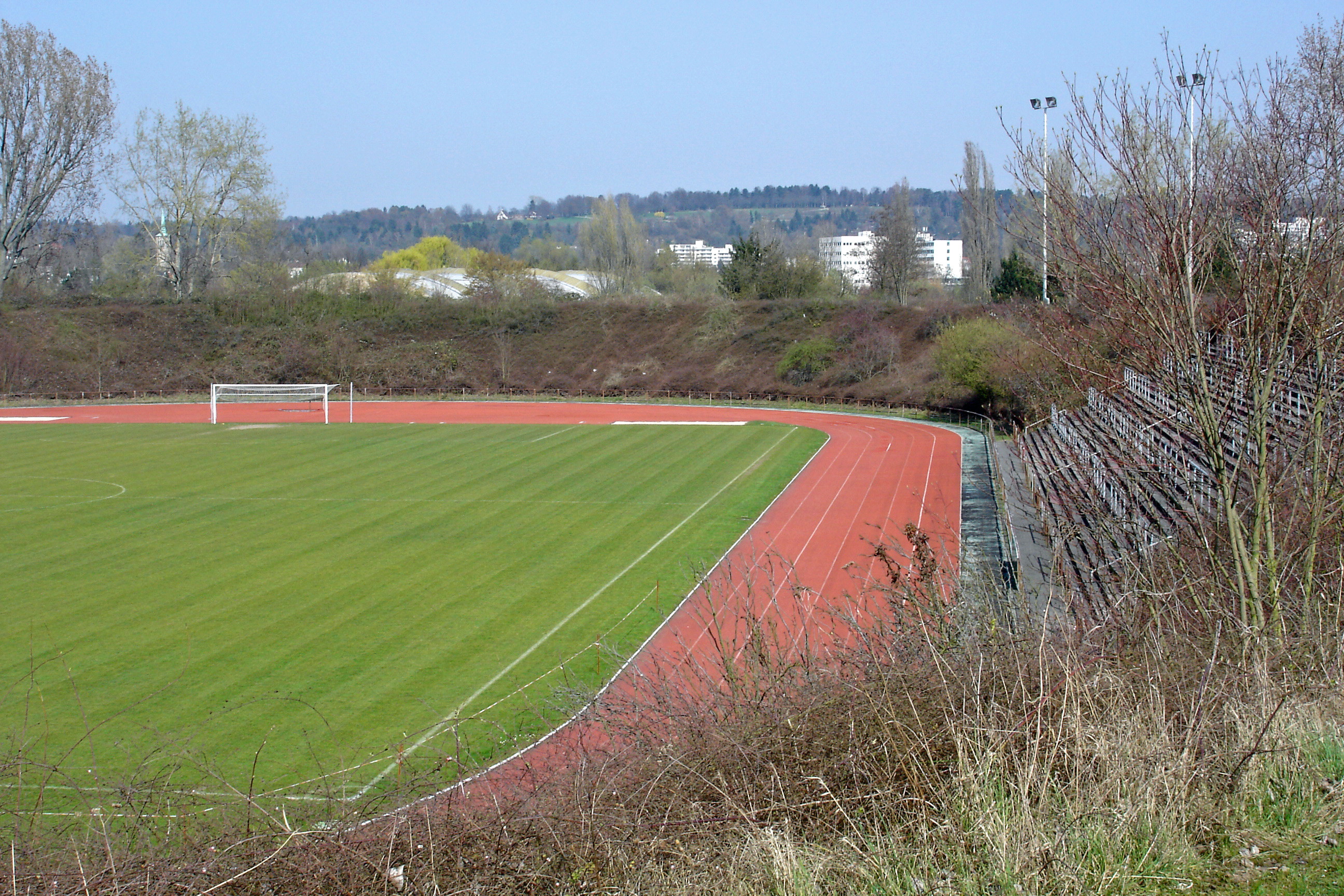
Stadion am Riederwald mit Blick auf Seckbacher Marienkirche und Lohrberg, Foto: 2007

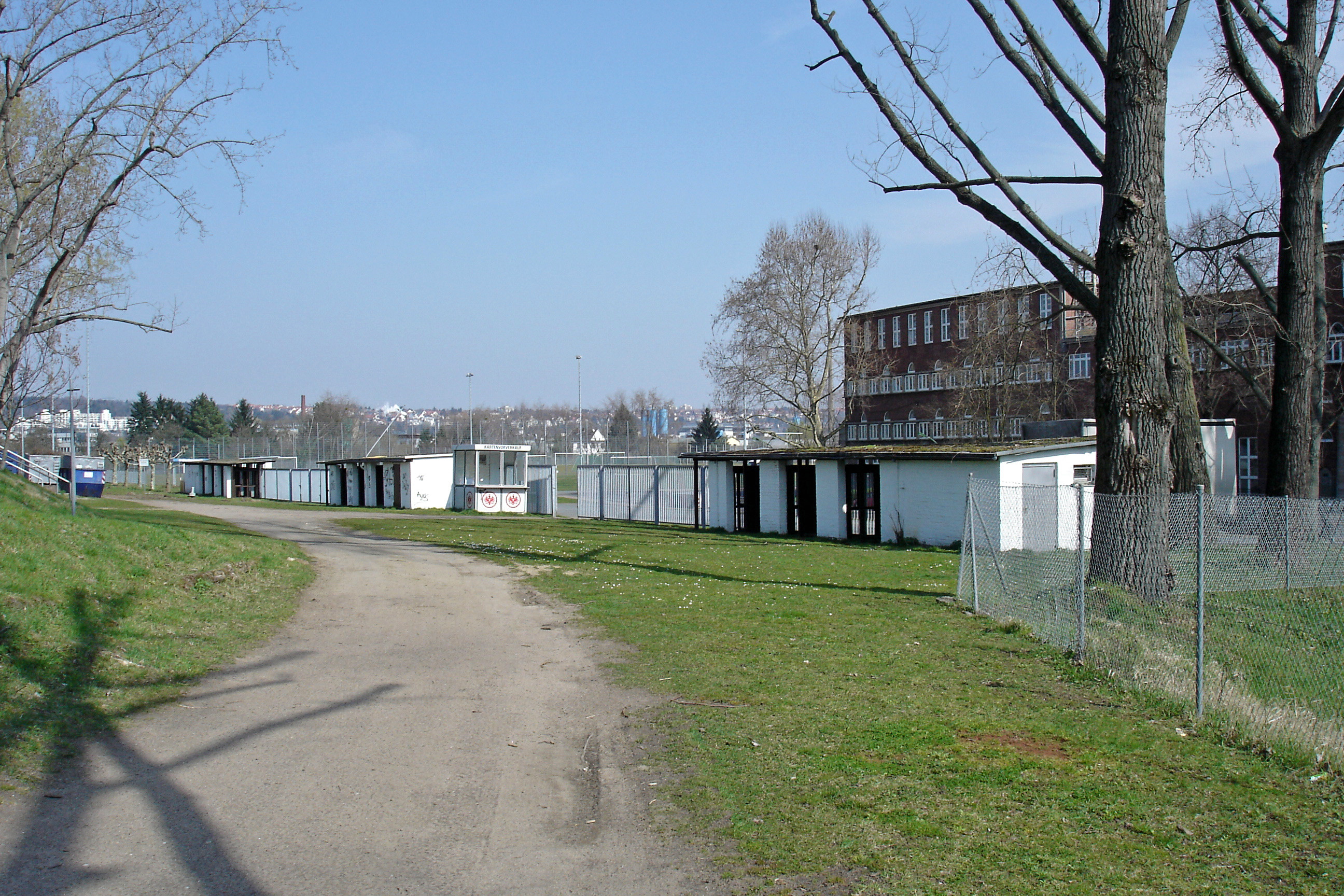
Stadion am Riederwald mit Blick auf das Seckbacher Henry- und Emma-Budge-Heim in der Wilhelmshöher Straße, Kartenvorverkaufsstelle und Pestalozzischule von Martin Elsaesser (rechts), Foto: 2007

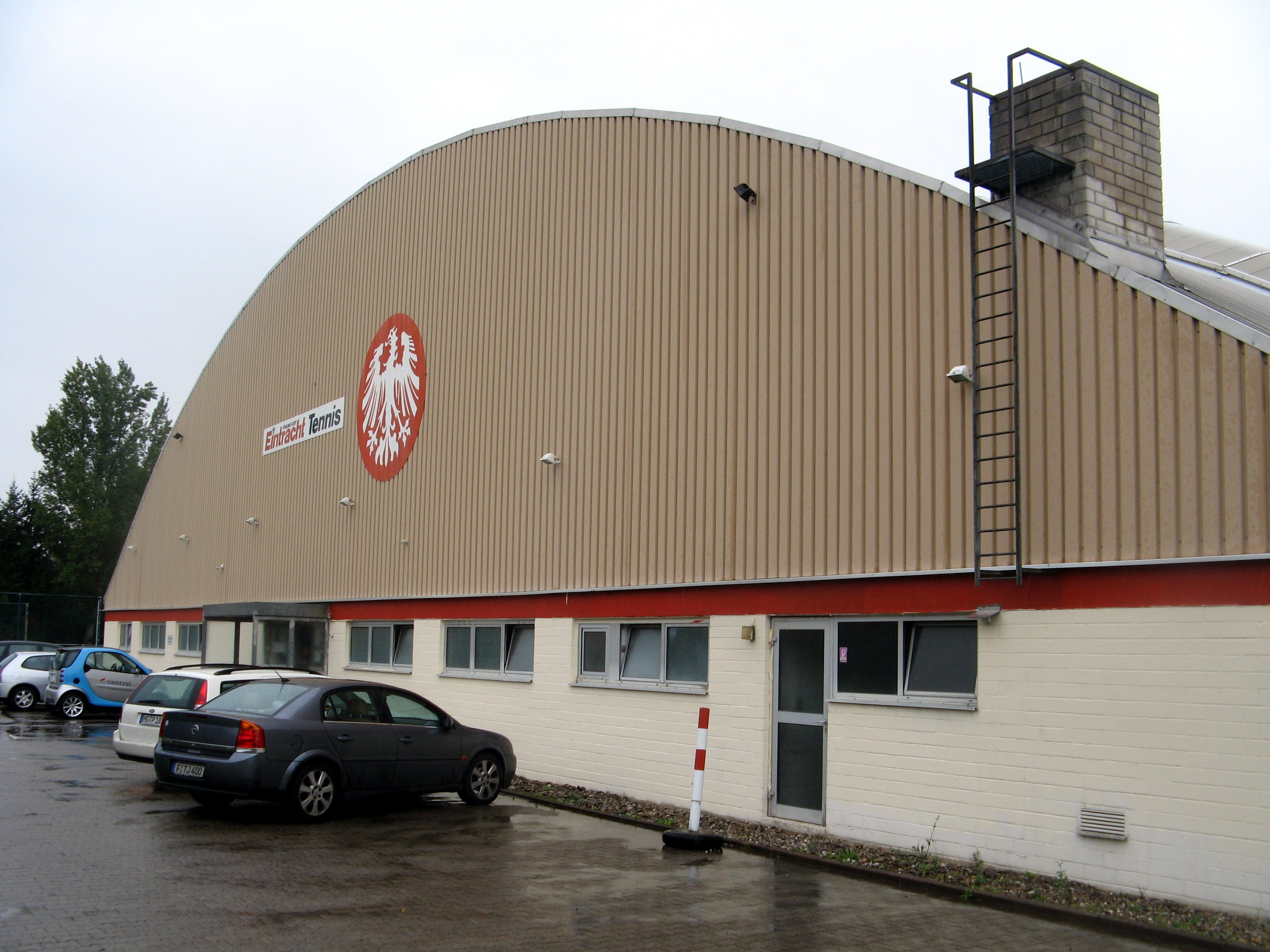
Tennishalle von Eintracht Frankfurt auf dem Areal des Stadions am Riederwald

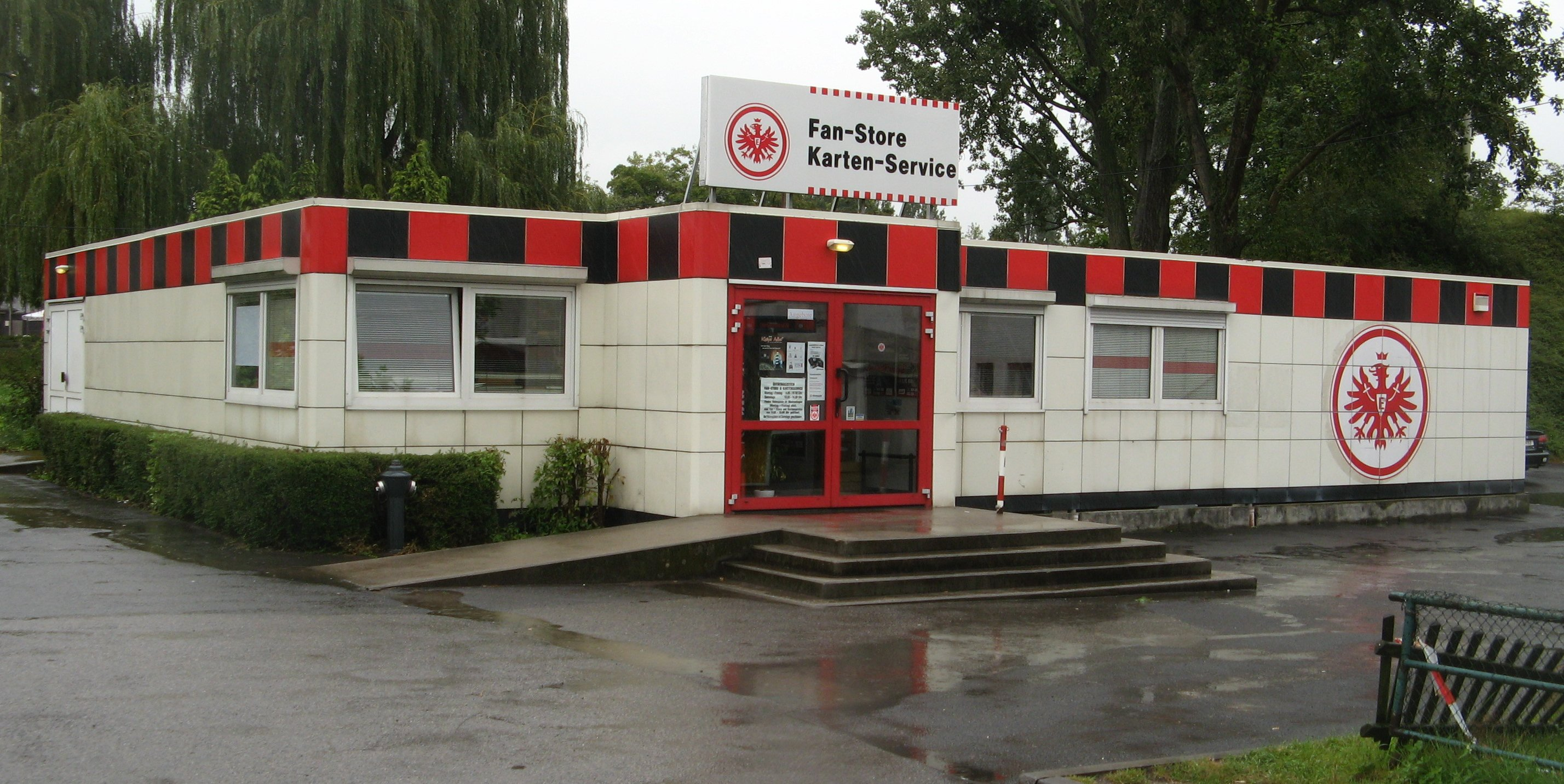
Ehemaliger Fan-Store/Karten-Service von Eintracht Frankfurt am Stadion

Nach Kriegsende begann eine lange Suche nach einem neuen Gelände für die Eintracht-Sportstätten, das schließlich auf Seckbacher Gemarkung gefunden wurde, gar nicht so weit vom alten Stadiongelände und wieder in der Nähe des Riederwaldes, nördlich des Erlenbruchs. Der sehr für den Sport engagierte Oberbürgermeister Frankfurts, Walter Kolb, nahm schließlich am 12. November 1949 den ersten Spatenstich vor. Nach der Einebnung des weitgehend naturbelassenen Riedgeländes, dessen Vorbereitung und Anlage, wurde im April 1952 mit dem Bau der Tribüne begonnen, die eine Länge von 111 Metern erhalten sollte. Nach nur acht Wochen Bauzeit in Tages- und Nachtschichten wurde der Rohbau abgeschlossen. Auch Tennisplätze und ein Geschäftsstellengebäude der Eintracht entstanden in der Nähe.
Die Einweihung des neuen Stadions, das man in Erinnerung an das alte Stadion erneut Stadion am Riederwald nennt, fand am 17. August 1952 mit einem Spiel der Eintracht gegen die Olympiaauswahl Ägyptens (1:4) statt. Die erste richtige Bewährungsprobe des neuen Stadions war jedoch ein gutes halbes Jahr später, als am 8. März 1953, dem 54. Geburtstag der Eintracht, 40.000 Zuschauer ein 4:0 gegen den 1. FC Nürnberg bejubelten, darunter einen direkt verwandelten Eckball von Alfred Pfaff. Im neu entstandenen Stadion am Riederwald wurde die Eintracht 1953 Süddeutscher Meister.
Das Stadion am Riederwald diente häufig als Kulisse für Fernseh- und Fotoaufnahmen. Den Vereinsmitgliedern ist dabei insbesondere die 1959 entstandene Filmdokumentation Die Meistermannschaft in bester Erinnerung, welche die erfolgreiche Elf nach der errungenen deutschen Meisterschaft beim Training porträtiert. Viele Mannschafts- bzw. Spielerfotos für Sammelbilder entstanden im Stadion, eifrig gekauft und in Sammelalben eingeklebt durch Kinder, Jugendliche und Erwachsene. Im Herbst pflückten die Zuschauer in der Kurve des Stadions Brombeeren von den Sträuchern, eine willkommene Gabe der Natur, die dem Besuch des Stadions am Riederwald und der Sportveranstaltungen eine besondere Note verlieh. Das Gelände in der Seckbacher Niederung, früher durch einen Altarm des Mains gestaltet, ist allerdings sumpfig, Grundwasser dringt immer wieder in den Tribünenbau ein. Abhilfe schuf der Platzwart im Umfeld mit der Pflanzung von Pappeln, die reichlich Wasser aufnehmen und das Problem regulieren helfen.
Durch die Teilnahme an der Endrunde um die deutsche Fußballmeisterschaft im Frankfurter Waldstadion flossen dem Verein bei zwei Spielen Einnahmen durch 121.500 Zuschauer zu. Diese führten zur Planung und Ausführung einer freitragenden Spannbeton-Konstruktion für zwei Tribünenflügel des Stadions am Riederwald, die zu dieser Zeit in Deutschland einzigartig war. 1956 konnte dann eine der ersten Flutlichtanlagen modernen Stils im Stadion finanziert und errichtet werden, statt Glühlampen auf der Basis von Leuchtstoffröhren. 1957 wurde die Eintracht gegen den FC Schalke 04 sogar Deutscher Flutlichtpokalsieger.
The US Army Field Band des V. US Corps präsentierte sich im Riederwaldstadion am Vorabend des amerikanischen Unabhängigkeitstages am 3. Juli 1957 mit 100 Musikern und 21 Musikstücken.
Die Einführung der Fußball-Bundesliga in Deutschland brachte 1963 eine Veränderung: die Profimannschaft der Eintracht trat zu ihren Bundesliga-Heimspielen nun im größeren Frankfurter Waldstadion an. Ende der 1960er Jahre begann ein Tennis-Boom. Engagierte Vereinsmitglieder retteten vom im Umbau befindlichen Waldstadion Bänke der Haupttribüne und machten mit ihrer Hilfe den Tennisplatz 1 auf dem Areal des Stadions am Riederwald zum Center Court mit 800 Sitzplätzen. Anfang 1969 wurde die erste Traglufthalle errichtet, um Tennis auch bei widriger Witterung spielen zu können.
1973 wurde eine Kunststofflaufbahn angelegt, auf der die Österreicherin Maria Sykora im gleichen Jahr in 57,3 Sekunden einen Weltrekord im 400-Meter-Hürdenlauf aufstellte. Am 13. August 1975 grub sich der 7,26-kg-Hammer nach 79,30 Metern in den Boden des Riederwaldstadions. Dies war ein Weltrekord von Walter Schmidt.
1976 wurde die Tennis-Traglufthalle bei einem schweren Sturm aus der Verankerung gerissen und schwer beschädigt. Eine Versicherung bestand nicht, Versicherungsgesellschaften war das Risiko zu hoch. So wurde der Schaden auf 18.000 DM veranschlagt. Im November 1977 wurde dauerhafter Ersatz geschaffen, mit einer 1,2 Millionen DM teuren Tennishalle, die bis heute genutzt wird.
1980 wurde die Laufbahn durch das Material Rekortan (auf Polyurethan-Basis) zeitgemäßen Anforderungen angepasst und auf acht Bahnen erweitert (sechs in den Kurven). Das letzte Pflichtspiel der Fußball-Profimannschaft im Stadion fand am 4. November 1980 statt. Ein 6:0 vor 2.500 Zuschauern gegen den VfB Friedrichshafen ebnete den Weg zum Pokalsieg im Folgejahr 1981.
Spätestens seit dieser Zeit setzte der nachhaltige Verfall des Stadions am Riederwald ein. Dem Verein ging es finanziell nicht gut. Die Stadt griff ein und kaufte der Eintracht die Tribüne ab. Deren einsturzgefährdetes Dach wurde zusammen mit den oberen Sitzreihen in den Jahren 1988 und 1989 zurückgebaut. Die ehemals modernste Tribüne Deutschlands war damit Geschichte.
Seit 2002 trainieren die Eintracht-Profis nicht mehr am Riederwald. Zum Trainingsauftakt 2011/12 kehrten die Eintracht-Profis kurzfristig ins Stadion am Riederwald zurück, weil die Commerzbank-Arena wegen eines Konzerts von Herbert Grönemeyer nicht nutzbar war. Das bislang letzte Freundschaftsspiel im Stadion fand am 20. Januar 2007 gegen Young Boys Bern statt.
Das Stadion am Riederwald blieb den Eintracht-Amateuren und der -Fußballjugend sowie anderen Sportarten erhalten. 2002 und 2008 wurde im Stadion der Aufstieg der zweiten Fußball-Mannschaft in die Fußball-Regionalliga gefeiert. Die ehemaligen Zuschauerränge in den Stadionkurven sind mittlerweile zugeschüttet und bepflanzt. In unmittelbarer Nähe, in der Gustav-Behringer-Straße 10, ist die Vereinsgeschäftsstelle von Eintracht Frankfurt angesiedelt.
Der Neubau des Sportleistungszentrums wurde am 1. November 2010 fertiggestellt und am 3. Dezember 2010 feierlich eröffnet. In das Gebäude ist die Vereinsgeschäftsstelle, das Sportleistungszentrum mit acht Apartments für Jugendspieler, eine Mehrzwecksporthalle (benannt nach Wolfgang Steubing), ein Eintracht Frankfurt-Fanshop und ein Restaurant integriert. Insgesamt kostete der Neubau 14,3 Millionen Euro. Er wurde durch die Eintracht-Frankfurt-Fußball-AG, die Eintracht Frankfurt e. V., sowie durch Zuschüsse der Stadt Frankfurt, des Landes Hessen und private Spenden finanziert.

## Verkehrsanbindung
Das Gelände des Riederwaldstadions nördlich des Erlenbruchs liegt zwischen der Gustav-Behringer-Straße, der Haenischstraße, dem Rotenbuschweg, der Straße Am Büttelstück und der Straße Am Sausee. Es ist mit dem öffentlichen Personennahverkehr (ÖPNV) Frankfurts zu erreichen. In unmittelbarer Nähe befindet sich die oberirdische U-Bahn-Station Schäfflestraße, die sowohl von der RMV-U-Bahn-Linie U4 als auch der U7 angefahren wird.